# Yu Zhiying
Yu Zhiying (於之瑩T, 於之莹 S, Yú Zhī YíngP; Jiangsu, 23 novembre 1997) è una giocatrice di go cinese.

## Carriera
È stata proclamata 1 dan professionista nel luglio 2010, diventando 2 dan nel luglio 2011, 4 dan nel 2013 (per aver ottenuto sei vittorie nella terza edizione della Huang Longshi Shuang Deng Cup), 5 dan nel 2014 (per la vittoria nella Bingsheng Cup) e 6 dan nel 2017 (per aver raggiunto la finale della prima Quzhou-Lanke Cup femminile.
Nel 2013 è arrivata seconda nella quarta edizione della Bingsheng Cup, sconfitta dalla connazionale Wang Chenxing. Dal 2013 al 2016 è stata la goista con il più alto punteggio Elo al mondo.
Nel 2014 ha vinto la ventunesima edizione dello Xinren Wang, la competizione domestica cinese per goisti professionisti under-20: si tratta di un torneo open, in cui in finale Yu ha sconfitto il goista Li Qincheng.
Nel 2015 ha vinto la Bingsheng Cup contro la sudcoreana Park Ji-eun e la Coppa Jianqiao domestica.
Tra il 2018 e il 2021 ha vinto le prime tre edizioni della Senko Cup, sconfiggendo prima la taiwanese Hei Jiajia, poi per due volte consecutive la sudcoreana Choi Jeong, all'epoca la giocatrice più forte del mondo.
Nel 2020 e 2021 ha perso due finali consecutive della Wu Qingyuan Cup, la prima contro la connazionale Zhou Hongyu, la seconda contro la sudcoreana Choi Jeong.
Nel 2023 ha vinto il Mingren femminile e il Guoshou femminile. Nello stesso anno è stata selezionata come membro della squadra cinese di go ai XIX Giochi asiatici, dove ha partecipato alla competizione femminile a squadre insieme a Wu Yiming, Li He e Wang Yubo. Girone preliminare Yu ha contribuito con due vittorie (tra cui quella contro la giapponese Ueno Risa) e due sconfitte (contro la sudcoreana O Yu-jin e la taiwanese Yang Zixuan) al secondo posto della squadra cinese, che ha permesso l'accesso alla fase a eliminazione diretta. Nella semifinale contro il Giappone, Yu ha sconfitto nuovamente Ueno Risa nella vittoria di misura per 2-1 della compagine cinese, che le ha permesso di accedere alla finale per la medaglia d'oro. Contro la squadra sudcoreana, Yu è stata nuovamente sconfitta da O Yu-jin, ma la Cina ha vinto per 2-1, conquistando la medaglia d'oro.
A ottobre 2024 ha vinto per la seconda volta consecutiva il Mingren femminile.

## Palmarès
| Nazionali         | Nazionali      | Nazionali      |
| Torneo            | Vittorie       | Finalista      |
| ----------------- | -------------- | -------------- |
| Xinren Wang       | 1 (2014)       |                |
| Coppa Jianqiao    | 1 (2015)       |                |
| Mingren femminile | 2 (2023, 2024) |                |
| Guoshou femminile | 1 (2023)       |                |
| Internazionali    |                |                |
| Torneo            | Vittorie       | Finalista      |
| Bingsheng Cup     | 1 (2015)       | 1 (2013)       |
| Senko Cup         | 3 (2018-2021)  |                |
| Wu Qingyuan Cup   |                | 2 (2020, 2021) |
| Hoban Cup         | 1 (2022)       |                |